# ستيفانو يوري
ستيفانو يوري (بالبرتغالية: Stéfano Yuri‏) هو لاعب كرة قدم برازيلي في مركز الهجوم، ولد في 27 أبريل 1994 في Vazante ‏ في البرازيل. لعب مع نادي بوتافوغو اس بي ونادي سانتوس ونادي ناوتيكو.

## وصلات خارجية
- ستيفانو يوري على موقع قاعدة بيانات كرة القدم.إي يو (الإنجليزية)
- ستيفانو يوري على موقع Soccerway.com (الإنجليزية)